# Salix yadongensis
Salix yadongensis är en videväxtart som beskrevs av N. Chao. Salix yadongensis ingår i släktet viden, och familjen videväxter. Inga underarter finns listade i Catalogue of Life.